# ماساهيكو تكشيتا
ماساهيكو تكشيتا (باليابانية: 竹下正彦؛ بالكانا: たけした まさひこ) هو عسكري ياباني، ولد في 15 نوفمبر 1908 في أويتا في اليابان، وتوفي في 23 أبريل 1989.